# Суцци Валли, Леонида
Леонида Суцци Валли (итал. Leonida Suzzi Valli; 20 сентября 1912, Кьезануова, Сан-Марино — 14 августа 1982, Борго-Маджоре, Сан-Марино) — сан-маринский государственный деятель, капитан-регент Сан-Марино (1944—1945 и 1963).

## Биография
В 1935 году окончил факультет математики, физики и естественных наук Болонского университета.
Начав свою карьеру в качестве профессора математики и физики, он вскоре вошёл в общественно-политическую жизнь в очень сложный для страны период. После первой бомбардировки союзников 26 июня 1944 г. из-за нахождения у власти в стране фашистской партии он в составе делегации во главе с лидером Сан-Марино того времени Джулиано Гоци отправился на встречу с представителями руководства Италии и послом Германии, чтобы отстоять статус Сан-Марино как нейтрального государства. Однако вскоре немецкое командование начало устанавливать на территории государства контрольно-пропускные пункты и возводить укрепления, минировать дороги и мосты. В ответ в середине сентября союзники полностью оккупировали республику, прекратив тем самым боевые действия.
После этого с октябре 1944 г. 1 апреля 1945 г. он был избран одним из капитанов-регентов Сан-Марино.
В начале 1960-х гг. участвовал в создании Демократической Конфедерации Рабочих Сан-Марино (CDLS). Леонида был назначен президентом по этому случаю вместе с вице-президентом Федерико Караттони и стал ее первым президентом.
В 1963 году вновь занимал пост капитана-регента, в этой должности побывал с официальным визитом в Ватикане и получил частную аудиенцию у папы Павла VI.
После завершения срока полномочий постепенно отошёл от политической жизни.

## Награды
- Великий офицер ордена «За заслуги Итальянской Республики».